# Топонимия Магаданской области

Административное деление Магаданской области:
1.Магадан
2.Ольский район
3.Омсукчанский район
4.Северо-Эвенский район
5.Среднеканский район
6.Сусуманский район
7.Тенькинский район
8.Хасынский район
9.Ягоднинский район

Топонимия Магаданской области — совокупность географических названий, включающая наименования природных и культурных объектов на территории Магаданской области.
Магаданская область образована 3 декабря 1953 года Указом Президиума Верховного Совета СССР, с тех пор её название не менялось, менялась только территория (в июне 1992 года из области был выделен Чукотский автономный округ).

## История формирования
По оценке известного топонимиста В. А. Жучкевича, территория современной Магаданской области по генетической типологии топонимии относится к двум категориям:
1. территория, где отсутствует субстратная топонимия (материковые участки);
2. территория, где топонимия возникла на базе неустойчивой местной топонимии типа микротопонимии (главным образом — побережье Охотского моря)[1].

Исследователи топонимии Северо-Востока России (в частности, Г. А. Меновщиков, В. В. Леонтьев, К. А. Новикова, П. В. Бабкин и другие) выделяют несколько этапов процесса формирования местной топонимии.
Начало формирования местной топонимии уходит в необозримое прошлое, когда человек начинает ощущать потребность в номинации окружающих объектов. В это время уже складывается некая первичная топосистема, но в связи с отсутствием письменности у коренных народов Севера она нигде не фиксируется. По оценке В. А. Жучкевича, территория современной Магаданской области (прежде всего — побережье Охотского моря) является ареалом эвенских, местами — корякских, чукотских и якутских топонимов.
На втором этапе начинается освоение северо-восточных земель отрядами русских казаков (походы С. Дежнёва, М. Стадухина). В это время (XVII — начало XVIII в.в.) начинает формироваться русское оседлое население, фиксирующее адаптированные русским языком названия местных географических объектов в различных документах — «отписках», появляются и первые русские топонимы.
Более упорядоченный вид топонимия Северо-Востока приобретает с середины ХVIII века. Одновременно она становится все разнообразнее, поскольку к берегам Охотского моря отправляются морские и сухопутные экспедиции, главной целью которых являлось подтверждение существования пролива между Азией и Америкой и описание вновь открываемых земель (экспедиции В. Беринга, А. Чирикова, А. Шестакова и др.). Продолжается фиксация субстратных топонимов, и довольно часто происходит наложение русских названий на уже существующие местные.
Современный этап развития топонимии Северо-Востока начинается с рубежа XIX—XX веков (экспедиции И. Черского, В. А. Обручева и других). Освоение районов Колымы и Чукотки приобретает наибольший размах, обусловленный государственными потребностями. В этот период происходит наиболее активное пополнение топонимии региона как русскими, так и субстратными названиями, поскольку в задачи участников геологоразведочных, гидрографических, землеустроительных и других экспедиций входило, кроме всего прочего, выяснение местных названий и нанесение их на карты.

## Состав
По состоянию на 22 марта 2024 года, в Государственном каталоге географических названий в Магаданской области зарегистрировано 12996 названий географических объектов, в том числе — 72 названия населённых пунктов. Ниже приводятся списки наиболее значимых природных объектов и крупнейших населённых пунктов области с характеристиками их этимологии.

### Гидронимы

#### Пелагонимы
- Охотское море — название дано по Охотскому острогу (современный Охотск), который назван по реке Охота (искажённое эвенкское окат — «река»). В XVII—XVIII вв. называлось также Тунгусское (тунгусы — устаревшее название эвенков и эвенов), Ламское (эвенкское ламу, лам — «море»), Камчатское[5].

#### Потамонимы
- Колыма — имеется несколько версий этимологии гидронима. Согласно одной из них, название от северноюкаг. kulumaa «река», но этимология этого слова неясна, и оно может быть заимствовано из неизвестного субстратного языка[6]. По оценке С. В. Попова, гидроним является производным от эвенкийского слова кулу с неизвестной этимологией. От этого слова производны чукотское Экулумен и русское Колыма[7].На прауральском языке *kal(e)ma (ср. с фин. kuolema; мар. колымаш) означает «смерть» или «могила». Эвены, по территории расселения которых протекает река, называли её Кулу; сейчас название Кулу сохранилось лишь за правой составляющей Колымы.
- Омолон — от юкагирского омолон, где «омол» — «хороший есть» + -он (-эн,-ун) — «река»[8].
- Ясачная — названа в XVII веке русскими казаками за обилие соболей, которые шли в уплату ясака от местного населения. По оценке П. В. Бабкина, русскими старожилами называется «Соболиная»[9].
- Коркодон — вероятно, от юкагирского коркингэ — скакать (о волне) + -д — соединительный согласный + -он — «река»[10].
- Буюнда — от эвенского буйунда- «дикооленная», где буйун — «дикий олень» + нда — суффикс со значением наиболее типичного качественного признака предмета[11].
- Омулёвка — названа казаками-первопроходцами из-за обилия в реке рыбы — омуля[12].
- Кулу — гидроним близок корякско-чукотскому куул — «глубокая речка»[13].
- Тауй — гидроним, вероятно, корякского происхождения, поскольку С. П. Крашенинников отмечает, что «по-ламутски Кутана-Амар называется», то есть по-эвенски, что значит «река Кутанов», где Кутана — название эвенского рода, а амар — «река»[14].
- Поповка — названа по фамилии казака Попова, который в начале XX века вёл поиски на реке россыпного золота[15].
- Балыгычан — происходит от якутского балыкчаан — «рыбка, рыбёшка» (балык — «рыба» + уменьшительный аффикс чаан)[16].

#### Лимнонимы
- Малык — в 1932 году геолог Е. Т. Шаталов назвал это озеро «Маллык-Кюель». Вторая часть топонима — кюэль — на якутском означает «озеро», значение первой части не установлено[17].
- Озеро Джека Лондона — название озеру дал в 1932 году работавший здесь геолог П. И. Скорняков, поскольку многое в поисках золота на Колыме напоминало описанное Д.Лондоном[18].
- Озеро Танцующих Хариусов — название дано в 1932 году прорабом-поисковиком И. Топуновым из Санга-Талонской партии Петра Скорнякова за обилие рыбы хариуса[19].
- Пареньское — от названия протекающей рядом реки Парень, которое, по-видимому, является сокращением корякско-чукотского Парэнмын- «лопатка-скала»[17].
- Урультун — от эвенского Урултии — ремень для упаковки[20].
- Чукча — это название не имеет никакого отношения к чукчам и является искажением эвенского слова дюхча, что означает «заброшенный остов жилища», «место старого жилья». Связано с тем, что в районе озера лежит много упавших от ветра деревьев в виде треугольников, напоминающих по форме остовы юрт[21].
- Эелик-Кюель — на якутском означает «озеро реки Элик (Эелик)»; Элик на якутском — «чубарый»[22].
- Эльгення — от якутского Элэгэн — «озеро удлиненной, овальной формы»[23].

### Ойконимы
- Магадан — по оценке Е. М. Поспелова, ойконим происходит из эвенского монгодан — «морские наносы, плавник», так называлась одна из рек, протекавших близ места возникновения города. Менее убедительна версия, связывающая название с именем эвена Магда, на месте стойбища которого со временем вырос город[24].
- Ола — от одноимённого гидронима.
- Омсукчан — от эвенского Омчикчан — «небольшая топь»[8].
- Эвенск — назван в 1953 году по имени народности эвенов[25].
- Сеймчан — от эвенского хэйимчэн — полынья. В местах выхода в русло реки Сеймчан грунтовых ключей образовывались полыньи во льду[26].
- Сусуман — от гидронима Сусуман, левого притока Берелёха — по-эвенски кухуман, хугуман означает «буран», «позёмка», «ветер» — «ветреная» речка[27].
- Усть-Омчуг — от эвенк. омчик или эвенк. омчук «топь, долина» и означает «устье долины» или «устье топи»[28].
- Палатка — по распространённой легенде, назван в честь палатки дорожников-изыскателей. На самом деле, название дано по реке Палатке (открыта русской экспедицией в 1899 году, первое научное описание — в труде Н. В. Слюнина «Охотско-Камчатский край», СПб., 1900), на берегу которой стоит посёлок[29].
- Ягодное — от ручья Ягодный (якутское название — Дьолинаах — «счастливый», где дьол- «счастье» + суффикс обладания -наах)[30].

### Оронимы
- Абориген (пик) — название появилось на глазомерной карте начальника геолого-поисковой партии Петра Скорнякова в 1932 году[31].
- Большой Аннгачак — значение не установлено.
- Кил (гряда) — значение не установлено.
- Марчеканская сопка — ранее называлась сопкой Старицкого. Современное название получила от ручья Марчекан. С эвенского Марчикан — «с маленьким торфяным болотцем», где мар- — «торфяное болото» + -чи- — суффикс продольности + уменьшительный суффикс -кан[32]. Также название Марчекан получил близлежащий посёлок, ныне микрорайон Магадана.
- Омсукчанский хребет — см. Омсукчан.
- Охандя (хребет) — название от эвенского Агандя — «большой точильный камень», где аган- — «точильный камень» + увеличительный суффикс -ндя. Впервые появилось на глазомерной карте геологов Христофора Калугина и А. Л. Лисовского в 1935 году[33].
- Пик Билибина — постановлением Правительства Российской Федерации от 25.12.2003 № 785 названа в честь советского геолога Юрия Билибина[34].
- Хребет Черского — открыт С. В. Обручевым и К. А. Салищевым в 1926 году и назван по имени исследователя И. Д. Черского, умершего во время экспедиции в Северо-Восточную Сибирь в 1892 году.

### Инсулонимы
- Остров Недоразумения — остров в Тауйской губе, ранее назывался Солуй. Остров почти такой же высоты, что и скалистые обрывы расположенного за ним берега, из-за чего достаточно трудно определить, остров это или полуостров, сомнение разрешалось лишь при производстве подробных работ и увековечено в названии[35].
- Остров Спафарьева — открыт в 1740 участниками Второй Камчатской экспедиции и назван «остров Коровий» из-за обилия у берегов острова морских коров. В 1912 подробно обследован Гидрографической экспедицией Восточного океана под командованием генерал-лейтенанта М.Жданко и переименован в остров Спафарьева в честь генерал-лейтенанта Л. В. Спафарьева[36].
- Телан — возможно, от корякского Тыллъан — «имеющий вход, дверь» от тыллытыл — «дверь» + суффикс причастия -лъан[37].
- Халпили — архипелаг в восточной части Гижигинской губы, название от корякского Галпилли — «два птичьих острова», где гал от галлы- «водоплавающая птица, утка» + пил — уменьшительный суффикс + ли — суффикс двойного числа[38].